# Rumyana
Rumyana (născută Dineva Rumiana Naydenova), (n. 12 decembrie 1965, Kameno, Bulgaria - d. 30 iulie 1999, Blateț, Bulgaria), a fost o cântăreață bulgară de muzică pop-folk și muzică populară.

## Biografie
A devenit faimoasă cu piesele Doi ochi plâng, Sună clopotele, Numai cu tine, Fără tine, Ciocan, ciocan și altele.  A absolvit Școala de Muzică din Kotel cu o primă specializare în kaval și o a doua specializare în canto. A cântat și la pian, a lucrat și ca profesoară de muzică în Antonovo. A avut doi copii - Ilian și Mariana. Rumyana a murit într-un grav accident de mașină, în apropierea satului Blatets din Sliven. În anul 2002, în orașul ei natal, în memoria ei, a fost construit un monument al cântăreței.

## Carieră
Și-a început cariera de cântăreață ca solistă la Orchestra Strandzha. Primul ei album a fost lansat în 1991 și s-a intitulat „Songs from Strandzha”. În 1994, pe albumul „I love to live” a înregistrat balada „Doi ochi plâng”, care a devenit o marcă de succes a cântăreței. Muzica și versurile piesei au fost înregistrate în același timp, într-o perioadă în care se despărțea cu greu de soțul ei Rusi Androlov. Pentru aceste două albume, cântăreața lucrează cu compania Sliven. Adevăratul ei succes a început când a semnat un contract cu compania de muzică Milena Records, cu care a lansat albumele „Prayer for Love” (1996), „Only with You” (1997), „I Love to Live” (1997), „Iubire eternă” (1998), „Tu dansezi” (1999) și „Zi după zi” (1999). Discografia cântăreței conține 8 albume solo, ultimul a fost lansat postum.

## Discografie

### Albume de studio
- Cântece din Strandzha (1991)
- Îmi place să trăiesc (1994)
- Rugăciune pentru dragoste (1996)
- Numai cu tine (1997)
- Îmi place să trăiesc (1997)
- Dragoste eternă (1998)
- Ești bun (1999)
- Zi după zi (1999)

## Premii
- 1998 - Premiul publicului - Hit Cocktail
- 1998 - Videoclipul anului "Vino înapoi, mare" - Premiile anuale ale revistei "New Folk"
- 1998 - Albumul anului „Eternal Love” - Premiile anuale ale revistei „New Folk”
- 1999 - Realizări remarcabile - Premii anuale ale revistei New Folk